# أحمد عبد الوهاب (فنان تشكيلي)
أحمد عبد الوهاب محمد علي (1932 – 2021) هو فنان تشكيلي مصري، من فناني جيل الستينيات، شارك في العديد من المعارض الفردية والجماعية المحلية أو الدولية.

## حياته
ولد أحمد عبد الوهاب في عام 1932 في مدينة طنطا، حصل على دبلوم من معهد الفنون الجميلة عام 1957، سافر إلى تشيكوسلوفاكيا لدراسة الخزف عام 1959، عاد إلى القاهرة للعمل في الشركة العامة لمنتجات الخزف الصيني عام 1959، ثم حصل بعدها على منحة تفرغ من وزارة الثقافة المصرية عام 1962، سافر إلى إيطاليا لدراسة فن النحت في أكاديمية الفنون الجميلة وتخرج منها عام 1970، وحصل منها على دبلوم فن الميدالية، عين استاذاً للنحت في كلية الفنون الجميلة بجامعة الإسكندرية عام 1979.

## مناصب
- استاذ في قسم النحت في كلية الفنون الجميلة - الإسكندرية عام 1979.
- رئيس قسم النحت في كلية الفنون الجميلة.
- عميد كلية الفنون الجميلة.
- استاذ متفرغ.
- عضو في لجنة التحكيم لجائزة الدولة التشجيعية.

## المعارض
- معرض شخصي إتيليه الإسكندرية 1964.
- معرض بينالي الشباب 1964.
- معرض بينالي فينسيا من 1970 إلى 1980
- معرض روما عام 1976
- معرض الفن المصري المعاصر في السودان.
- معرض بينالي النحت الصغير - هنغاريا 1986.

## أعماله
نفّذ العديد من المنحوتات المستمّدة من تراكم فهمه وإدراكه للفن الشعبي في التاريخ المصري، ومنها:
- عروسة حلاوة
- رأس صبي
- رأس فتاة
- الشقيقتان
- منزل ومنضدة وكراسي
- الشمعدان
- ربة منزل من الصعيد.
- فتاة من الصعيد.
- فارس البلد.
- خفير البلد.

## جوائز
- جائزة صالون القاهرة 1957 .
- كرم الفنان في المعرض القومى للفنون التشكيلية الدورة ( 26 ) 1999 عن تمثال توشكى .
- جائزة الدولة التقديرية للفنون (نحت) 2002.

- كرم من جامعة الإسكندرية 2017.
```
* الجائزة الثانية في النحت لبينالى الإسكندرية ثلاث دورات متتاليه 1961، 1963، 1965 .
```

- جائزة الشعبية القومية للفنون التشكيلية سلوفاكيا 1966 .
- الجائزة الأولى بينالى الإسكندرية لدول البحر المتوسط الدورة (16) في النحت 1987 .